# Jørgen Kristensen
Jørgen Kristensen (* 12. Dezember 1946 in Hedehusene, Dänemark) ist ein ehemaliger dänischer Fußballspieler.

## Karriere als Vereinsspieler
Kristensen begann seine Profikarriere bei Køge BK. 1968 wechselte er für eine Saison in die USA zu den Detroit Cougars. Anschließend kehrte er nach Europa zurück und wechselte zum niederländischen Club Sparta Rotterdam, bei dem er vier Jahre lang als Stammspieler agierte. 1972 folgte er dann dem Ruf des großen Ortsrivalen Feyenoord Rotterdam. Nach vier erfolgreichen Jahren – unter anderem gewann er 1974 den UEFA-Cup und die Niederländische Meisterschaft – unterschrieb er 1976 beim Bundesligisten Hertha BSC. Obwohl Kristensen in Berlin Stammspieler war, erhielt er nach der Saison 1977/78 keinen neuen Vertrag, da er auch weiterhin nach jedem Ligaspiel für zwei Tage zu seiner noch in Dänemark lebenden Familie fahren wollte. Der neue Hertha-Trainer Kuno Klötzer akzeptierte dies nicht und so wechselte Kristensen für ein halbes Jahr zum dänischen Club Næstved BK.
1978 engagierten ihn die Chicago Sting für zwei Jahre. Nach den Stationen Tulsa Roughnecks und Calgary Boomers in Kanada beendete er seine Karriere als Fußballprofi. 1981 wechselte Kristensen dann zum Hallenfußball. Für die Wichita Wings und die Kansas City Comets lief er insgesamt 214-mal auf und erzielte dabei 79 Tore. Mit seinen 271 Torvorlagen ist er zudem der zehntbeste Vorbereiter in der Geschichte der Major Soccer League.

## Karriere als Nationalspieler
Im Juni 1971 debütierte Kristensen für die Dänische Fußballnationalmannschaft, bei der er bis 1973 zum Kader gehörte. Danach wurde er bis 1976 aufgrund der starken Konkurrenz nicht mehr nominiert. Als er 1978 in die USA wechselte, beendete er aufgrund der großen Entfernung seine Nationalmannschaftskarriere. Insgesamt spielte er 19-mal für die Landesauswahl Dänemarks und erzielte dabei drei Treffer.

## Erfolge
- UEFA-Cup-Sieger: 1974
- Niederländischer Fußballmeister: 1974